# Bonifatius-Kapelle (Laufenen)

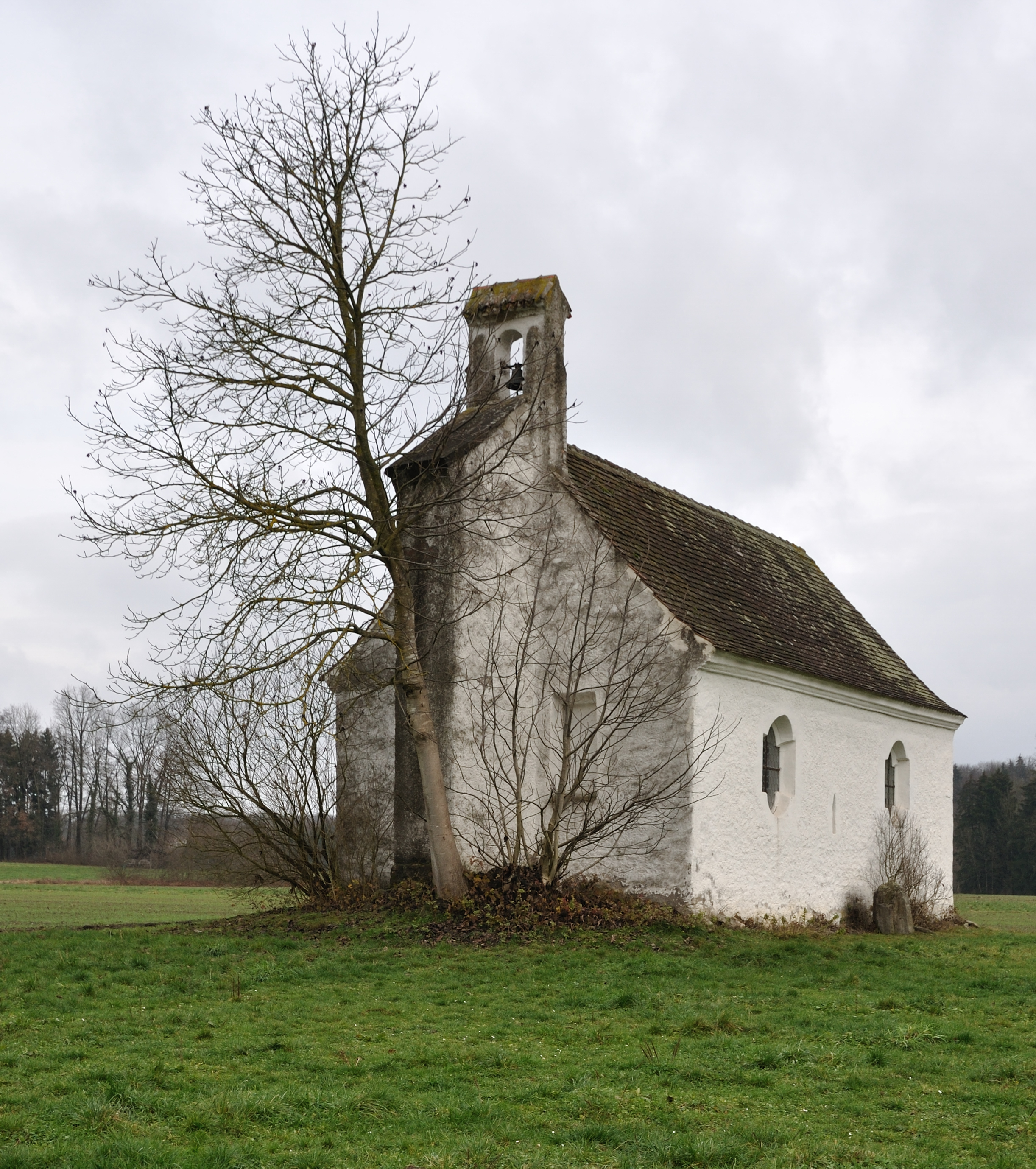
Bonifatius-Kapelle in Laufenen

Die römisch-katholische Bonifatius-Kapelle steht abgelegen in Laufenen, einem Gemeindeteil von Meckenbeuren im Bodenseekreis in Baden-Württemberg. Sie gehört zur Diözese Rottenburg-Stuttgart. Seit 1930 ist sie ein Kulturdenkmal von besonderer Bedeutung. Patron der Kapelle ist der heilige Bonifatius.

## Geschichte
Die mittelalterliche Saalkirche wurde um 1700 modernisiert. Von 1980 bis 1985 wurde die Kapelle renoviert und innen und außen mit einem neuen Anstrich versehen. Im Zuge der Renovierung wurden Graffiti aus Rötel an den Wänden entdeckt.  Die Figuren des Altars wurden durch Kopien ersetzt und die Originale in einem Tresor verwahrt. Die Kapelle auf freiem Feld wird von umliegenden Kirchengemeinden als Feldkapelle genutzt und ist heute Station von Jakobspilgern.

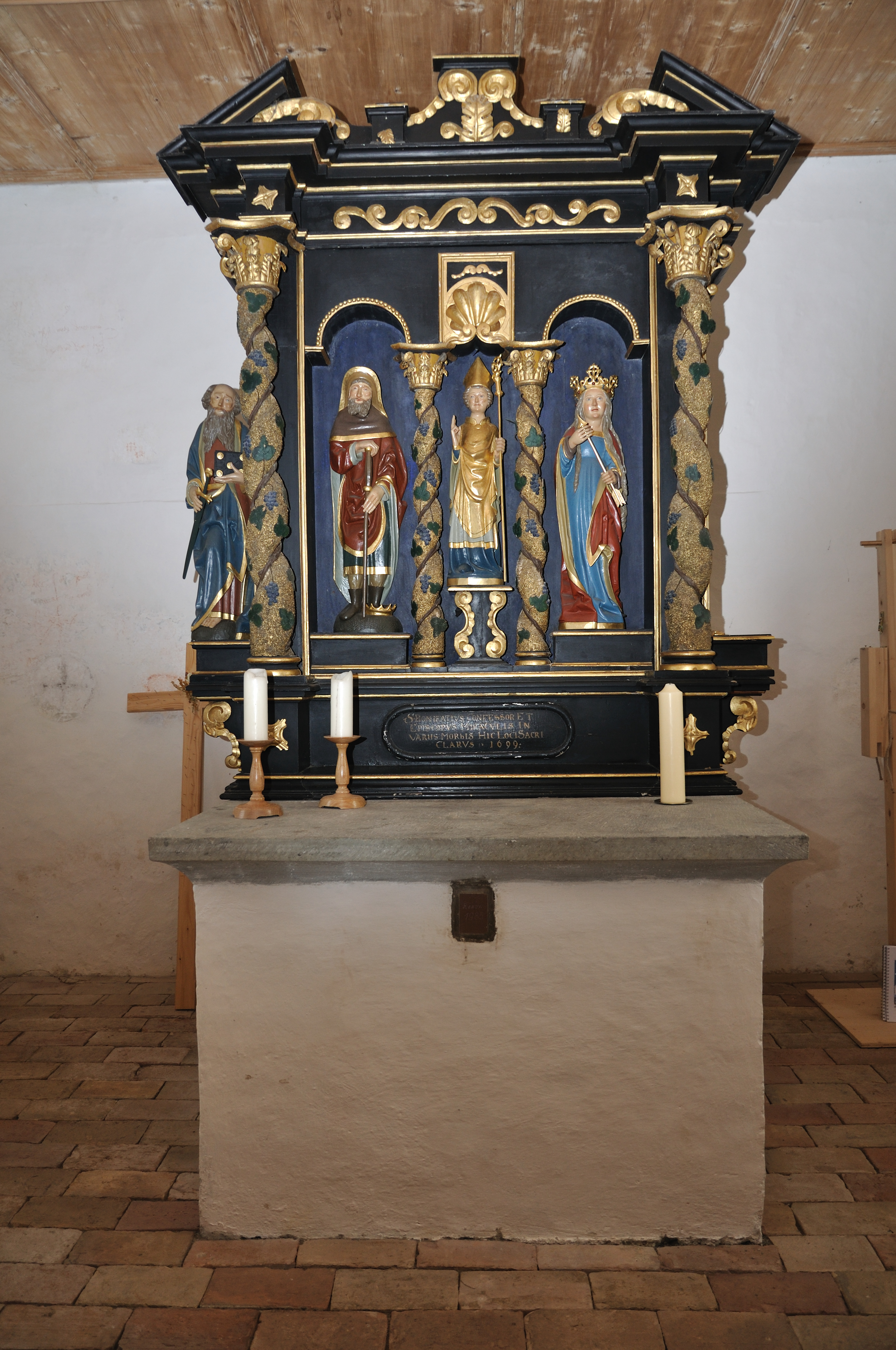
Altar der Bonifatius-Kapelle

## Architektur und Innenausstattung
In dem flachgedeckten Saal öffnen sich auf beiden Seiten jeweils zwei Fenster. Auf dem Satteldach erhebt sich an der Westseite, die durch einen mächtigen Strebepfeiler gestützt wird, ein offener Giebelreiter mit einer Kirchenglocke.
Der geschnitzt Altar von 1699 ist dem Hl. Bonifatius gewidmet und hat eine aufwendige Architektur mit gewundenen, mit Weinblättern und Trauben dekorierten Säulen und einem gesprengten Giebel. Er ist schwarz gefasst und mit vergoldeten Ornamenten geschmückt. Die drei Heiligenfiguren des Altars werden   auf einer Seite flankiert von einer Skulptur des Apostels Paulus, sein Pendant auf der anderen Seit fehlt.